# 鷲型試作軽爆撃機
三菱 鷲型試作軽爆撃機
- 用途：爆撃機
- 設計者：アレクサンダー・バウマン、仲田信四郎
- 製造者：三菱航空機
- 運用者：大日本帝国陸軍
- 生産数：1機
- 運用状況：退役

鷲型試作軽爆撃機（わしがたしさくけいばくげきき）は、三菱航空機が大日本帝国陸軍向けに試作した軽爆撃機。三菱社内での機体番号は「2MB2」。

## 概要
1925年（大正14年）、陸軍は三菱、中島飛行機、川崎造船所飛行機部（後の川崎航空機）の3社、および陸軍東京砲兵工廠に対して、国産軽爆撃機の競争試作を命令した。これを受けて三菱は一三式艦上攻撃機の改造機（2MB1）と新規設計機（2MB2）の二種類を提出することとし、ドイツから招聘したアレクサンダー・バウマン技師の指導の元に仲田信四郎技師を設計主務者として2MB2の開発を開始。1925年12月に試作機1機が完成した。
機体は木金混合骨組に羽布張りの複葉機で、特徴的なW字型支柱を持つアスペクト比の大きい一葉半の主翼を有していた。降着装置は固定脚。各務原で行われた試験飛行の結果、速力と搭載量で他社の試作機を上回っていることがわかったが、製造工程の複雑さと製造コストの高さがネックとなって不採用とされた。なお、同時に提出された2MB1は実用性の高さが評価され、八七式軽爆撃機として制式採用されている。

## 諸元
- 全長：9.85 m
- 全幅：20.00 m
- 全高：4.10 m
- 主翼面積：44.0 m2（上翼）、20.0 m2（下翼）
- 自重：2,100 kg
- 全備重量：3,640 kg
- エンジン：三菱 イスパノ・スイザ 水冷V型12気筒（離昇600 hp） × 1
- 最大速度：210 km/h
- 実用上昇限度：6,000 m
- 航続時間：3時間
- 武装：
7.7mm固定機銃 × 2
7.7mm旋回機銃 × 2
爆弾800 kg
- 乗員：2名